# Cantó de Quimper-3
El cantó de Quimper-3 (bretó Kanton Kemper-3) és una divisió administrativa francesa situat al departament de Finisterre a la regió de Bretanya. Comprèn el barri de Penhars de la vila de Quimper.

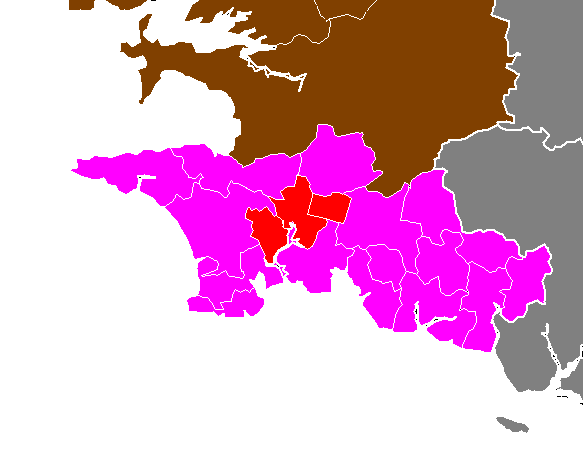
Situació del cantó

## Composició
El cantó aplega 3 comunes :
| Nom bretó | Nom francès | Nom gal·ló |
| Ploveilh  | Plomelin    | ---        |
| Pluguen   | Pluguffan   | ---        |
| Kemper    | Quimper     | ---        |

## Història
| Data d'elecció                           | Identitat        | Partit | Qualitat |
| ---------------------------------------- | ---------------- | ------ | -------- |
| 2001-                                    | Armelle Huruguen | PS     |          |
| les dades anteriors no són pas conegudes |                  |        |          |
|                                          |                  |        |          |